# فانس باكارد
فانس باكارد (بالإنجليزية: Vance Packard)‏ هو ناقد اجتماعي ‏ وصحفي واقتصادي أمريكي، ولد في 22 مايو 1914 في مقاطعة برادفورد في الولايات المتحدة، وتوفي في 12 ديسمبر 1996 في مارثا فينيارد في الولايات المتحدة.

## وصلات خارجية
- فانس باكارد على موقع مونزينجر (الألمانية)
- فانس باكارد على موقع ميوزك برينز (الإنجليزية)
- فانس باكارد على موقع إن إن دي بي (الإنجليزية)